# Bahnhof Latour-de-Carol – Enveitg

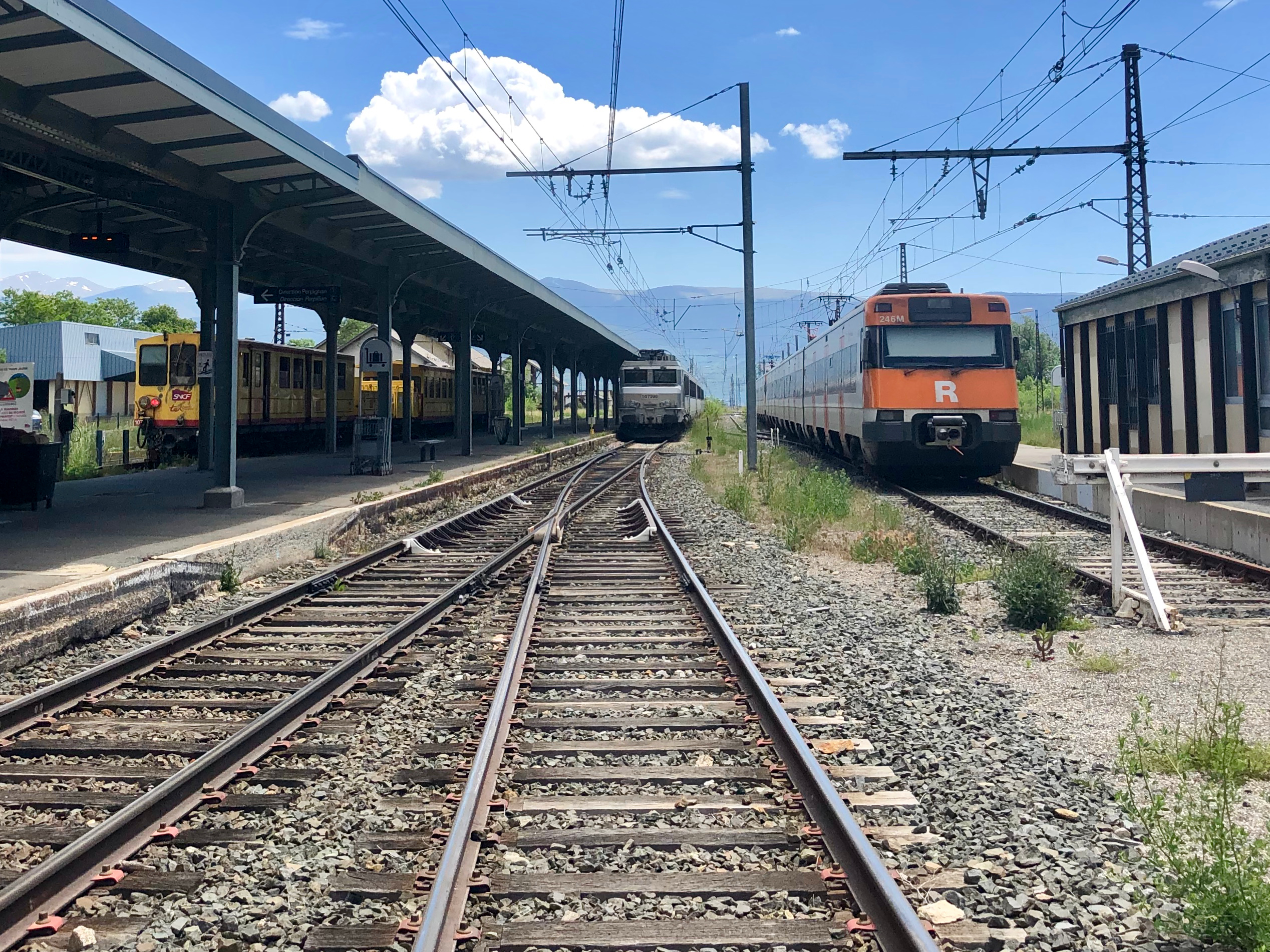
Drei Bahnen, drei Spurweiten: Train jaune nach Villefranche-de-Conflent (links), Nachtzug nach Paris (Mitte) und S-Bahn nach Barcelona, 2019

Der Bahnhof Latour-de-Carol – Enveitg ist ein Grenzbahnhof in den französischen Pyrenäen an der Grenze zu Spanien. Zugleich stellt er die Verknüpfung dreier Bahnstrecken mit unterschiedlichen Spurweiten und Stromsystemen dar. Jede dieser Gebirgsstrecken erreicht zudem in den 30 Kilometer vor diesem Eisenbahnknoten den höchsten Punkt im jeweiligen Netz:
- Die SNCF-Strecke von Toulouse überwindet nahe Andorra eine Seehöhe von 1567 Metern; dies ist der höchste Punkt, den eine Normalspurbahn im Adhäsionsbetrieb in Europa erreicht.
- Der Scheitelpunkt der meterspurigen Ligne de Cerdagne liegt am Bahnhof Bolquère-Eyne auf 1592 Metern Seehöhe und ist damit auch der höchste Punkt im gesamten Netz der SNCF.
- Die Strecke in iberischer Breitspur nach Barcelona wiederum erreicht im Tosas-Tunnel den mit 1494 Metern höchsten Punkt im Netz der spanischen Eisenbahngesellschaft Renfe.

## Lage
Der Bahnhof liegt auf 1283 Metern Höhe in den Gemeinden Latour-de-Carol und Enveitg des Départements Pyrénées-Orientales in der Region Okzitanien.

## Geschichte
Die spanische Strecke von Puigcerdà nach Latour-de-Carol wurde am 5. Juni 1928 eröffnet, die französische von Ax-les-Thermes am 22. Juli 1929. Die schmalspurige Ligne de Cerdagne erreichte den Ort ebenfalls am 22. Juli 1929. Der umfangreiche Güterbahnhof wird aktuell nicht mehr genutzt.

## Beschreibung
Im Bahnhof enden drei Bahnstrecken. Die grenzüberschreitende französische Bahnstrecke Portet-Saint-Simon–Puigcerdà ist kurz vor dem ursprünglichen Endpunkt Puigcerdà unterbrochen, die Züge enden in Latour-de-Carol. Die aus dem Tal der Garonne kommende steile Bergstrecke ist regelspurig, eingleisig und mit 1500 Volt Gleichstrom mittels Fahrdraht elektrifiziert. Der Bahnsteig 1, an dem die Züge in der Regel enden, ist der längste überdachte Bahnsteig in Frankreich.
Von Puigcerdà kommt eine zweigleisige Strecke, wobei das östliche Gleis die europäische Regelspur, das westliche die iberische Breitspur aufweist. Das regelspurige Gleis wird nicht mehr genutzt, der Verkehr von und nach Spanien wird ausschließlich mit Breitspurfahrzeugen der Renfe durchgeführt. Diese Züge enden am ehemaligen Grenzabfertigungs-Inselbahnsteig 2. Das Breitspurgleis ist mit Fahrdraht unter einer Gleichspannung von 3000 Volt elektrifiziert.
Am südlichen Ende des Bahnsteigs 1, an dessen Nordseite, enden die schmalspurigen Züge der Ligne de Cerdagne. Die aus Villefranche-de-Conflent kommenden Züge verkehren auf Meterspurgleisen und erhalten ihren Gleichstrom von 850 Volt aus einer seitlich angebrachten Stromschiene. Über den Bahnsteig 1 ist ein direktes Umsteigen von und zu den Zügen in Richtung Toulouse möglich.

## Verkehr
Über die Strecke nach Portet-Saint-Simon verkehren Regionalzüge von und nach Toulouse.
Von und nach Paris gibt es eine tägliche direkte Nachtzugverbindung im Intercités-Netz der SNCF (Stand: Dezember 2024). Dieser reservierungspflichtige Zug führt Liegewagen und Großraumwagen mit Ruhesesseln.
Die auf der Ligne de Cerdagne verkehrende und auch Train jaune (Gelber Zug) genannte Schmalspurbahn stellt im Bahnhof Villefranche – Vernet-les-Bains den direkten Anschluss nach Perpignan über die Bahnstrecke Perpignan–Villefranche-de-Conflent her.
Einzelne Züge der Linie R3 des katalanischen Regionalverkehrsnetzes Rodalies de Catalunya verbinden Latour-de-Carol mit dem Bahnhof Barcelona-Sants, dem Hauptbahnhof der Stadt, über die Strecke von Puigcerdà.

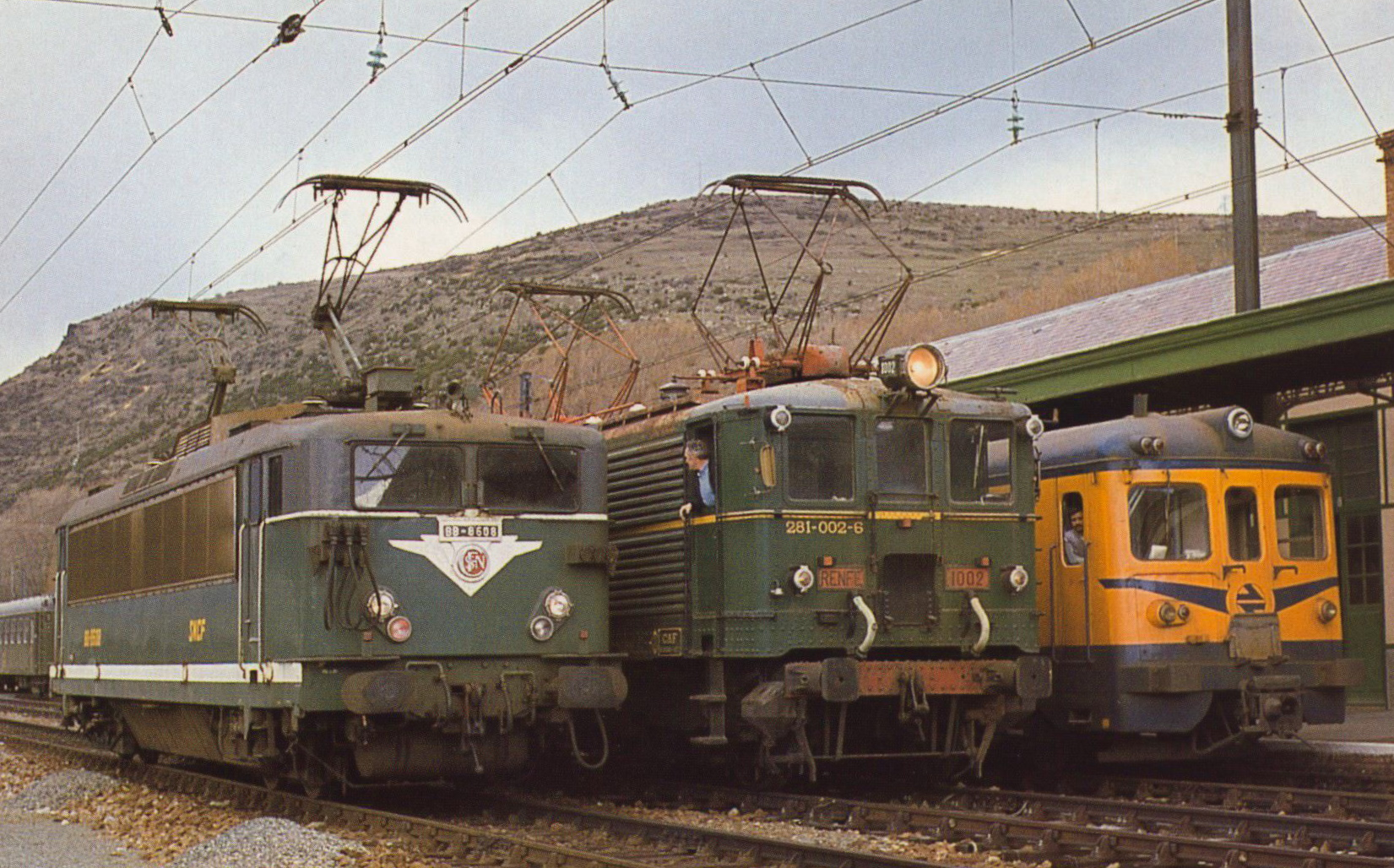
Französische BB 8500 neben spanischer Baureihe 1000 und RENFE-Triebwagen Baureihe 438 in Latour-de-Carol, 1985
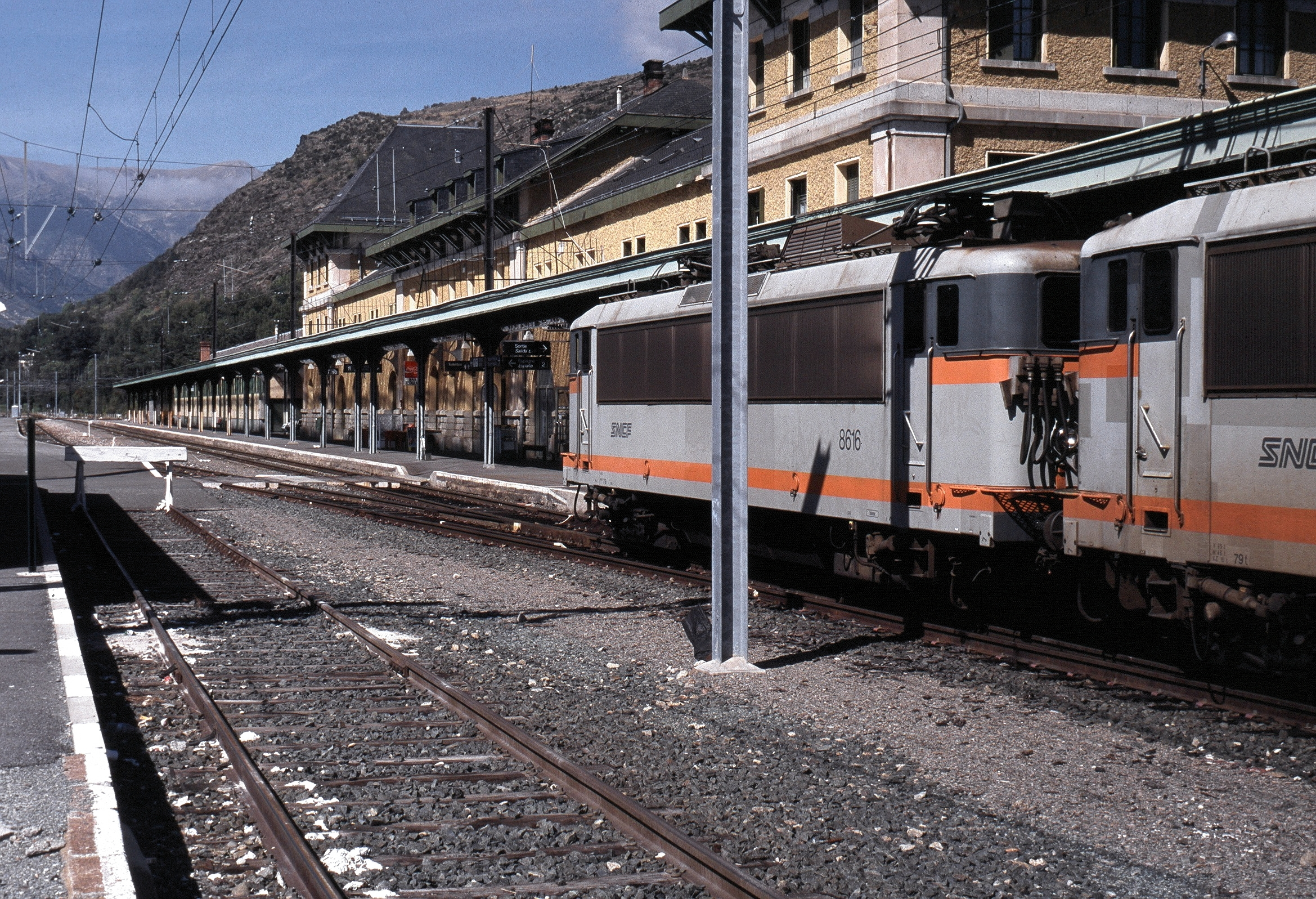
Bahnhof mit französischem Regelspurzug, im Vordergrund ein Breitspurgleis, 1998
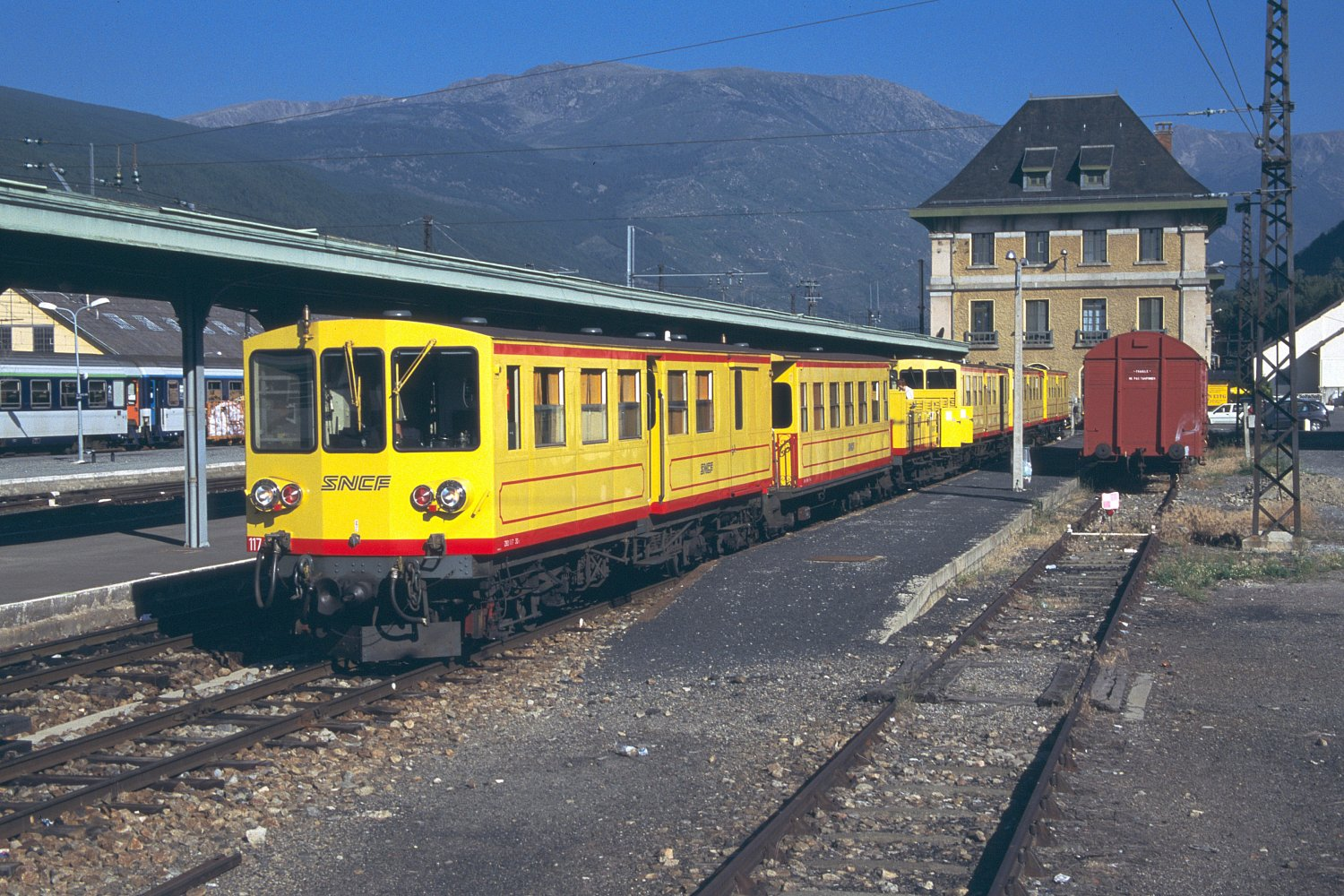
Schmalspurzug mit Sommerwagen, im Vordergrund der Umladebahnsteig zur Regelspur, 2002
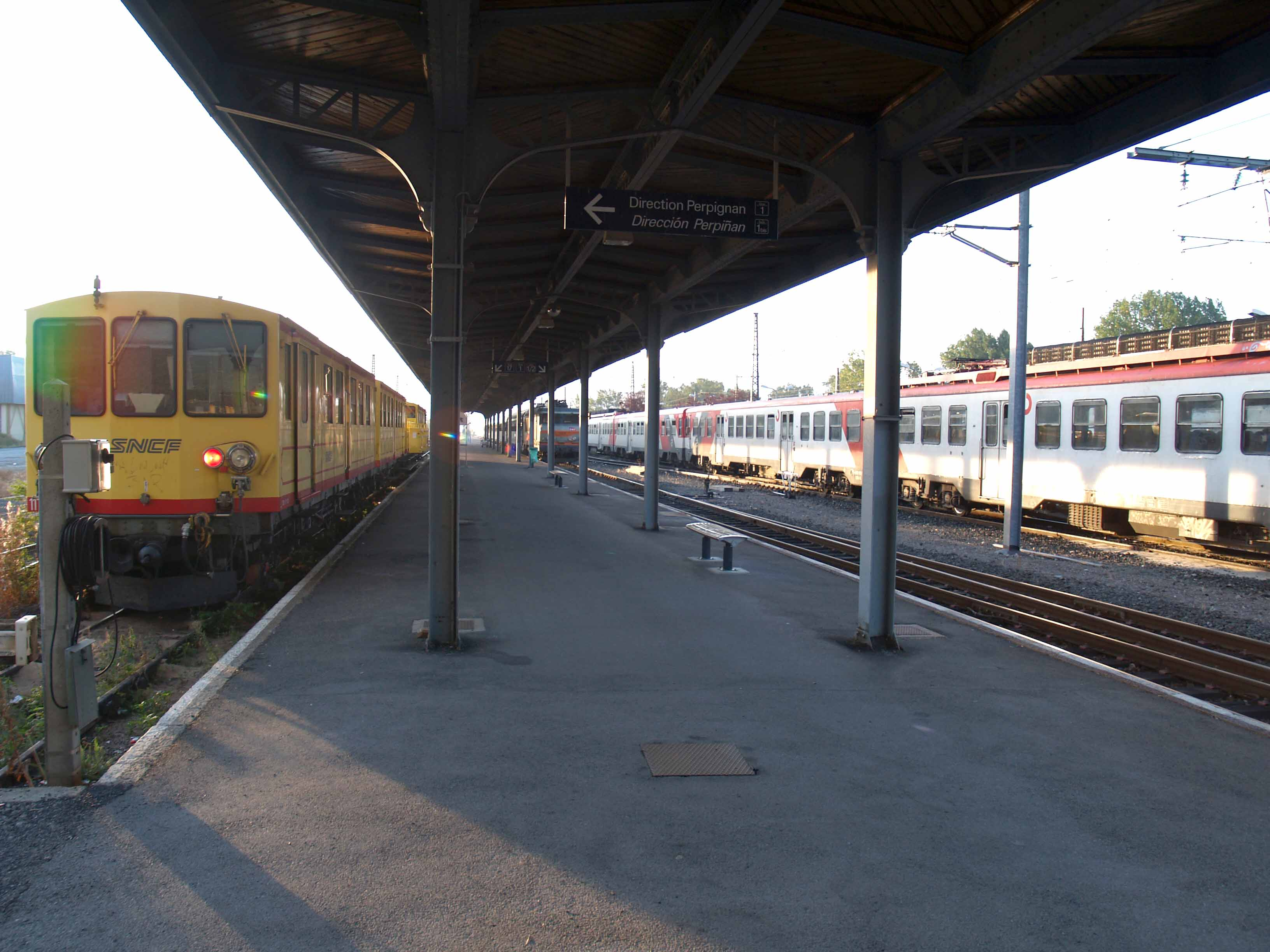
Bahnsteig 1 – links die Schmalspurbahn, rechts ein spanischer und in der Mitte ein französischer Zug, 2006